# Мануан
Мануан (англ. Lac Manouane) — озеро в центральной части провинции Квебек на востоке Канады.
Одно из больших озёр Канады — площадь водной поверхности 448 км², общая площадь — 584 км², десятое по величине озеро в провинции Квебек. Высота над уровнем моря 494 метра.
Ледостав с ноября по июнь. Сток из озера по одноимённой реке Мануан, которая является притоком реки Перибонка, впадающей в озеро Сен-Жан (бассейн реки Святого Лаврентия и Атлантического океана).